# Jacqueline Goldberg
Jacqueline Goldberg (Maracaibo, Zulia, Venezuela, 24 de noviembre de 1966) es una escritora y editora venezolana. Su trabajo abarca la poesía, narrativa, ensayo, testimonio y literatura infantil. . Parte de su obra poética aparece incluida y reseñada en antologías publicadas en más de quince países.. En 2018 participó como escritora residente en el International Writing Program de la Universidad de Iowa.
Entre los reconocimientos obtenidos están el Premio Los Mejores  que otorga el Banco del Libro en Venezuela (2020), Premio Anual Transgenérico (2012), el Premio de Poesía de la Bienal Mariano Picón Salas (2001), el Premio de Ensayo de la Bienal de Crítica y Ensayo Roberto Guevara (2001) y el Premio Nacional de Literatura Infantil Miguel Vicente Pata Caliente (1993).

## Biografía

### Primeros años
Comenzó a escribir relatos a los diez años de edad como un mecanismo de desahogo ante el acoso escolar que sufrió ante la discapacidad que generan temblores en sus manos. A los doce años, se inició en la poesía, género que la guio en su adolescencia temprana. Cuenta que los poemas que escribía en ese entonces eran sobre amor, pero también trataban su discapacidad y el rechazo que sentía por parte de sus compañeros de clase.
Empezó estudiando Economía en la Universidad del Zulia (LUZ). Tras el primer semestre de la carrera advirtió que no era su área de interés, así que decidió cambiarse a la carrera de Letras. Posteriormente se daría cuenta de que había escogido otra carrera equivocada, puesto que, según sus inclinaciones laborales, los estudios en Comunicación Social resultaban más pertinentes. Aun así, no se arrepiente de su decisión, pues alcanzó metas en su trayecto literario.
Tuvo su primer acercamiento al periodismo cuando era estudiante. Se involucró en algunos medios de la zona, fue allí cuando se dio cuenta de que ambas profesiones pueden desarrollarse en conjunto. Inició sus labores en algunos periódicos de su ciudad natal, entre ellos: El Otro Papel, un suplemento cultural del Diario Crítica (1986); Revista Babilonia (1987), donde fue coordinadora de las páginas literarias y revista Contexto Zuliano, órgano informativo de la Editorial de La Universidad del Zulia (1988).
En el año 1991, tras haberse graduado como licenciada, inició su nueva vida en la ciudad de Caracas. Comenzó a trabajar en el recién creado Museo de Artes Visuales Alejandro Otero. Luego de su paso por este trabajo, llegó al Instituto Universitario de EStudios Superiores Armando Reverón como jefe de la oficina de Extensión y Relaciones, donde cumplía algunas funciones de investigación. Simultáneo a esto, ejercía en la revista Versiones y Diversiones de Ateneístas Amigos del Ateneo de Caracas, donde logró ser la coordinadora editorial y creadora del proyecto. En el área de las artes plásticas también se ocupó del cargo de directora de la Galería Espace Future Simple de la Alianza Francesa de Maracaibo.
En 1998 recibió su doctorado mención Cum laude en Ciencias Sociales por la Universidad Central de Venezuela. Durante esa época conoció al arquitecto, poeta y profesor universitario Hernán Zamora.. Su tesis doctoral, La instalación, tácticas y reveses, bajo la tutoría de Luis Pérez-Oramas, la llevó a obtener el Premio de Ensayo de la Bienal de Crítica y Ensayo Roberto Guevara (2001).

### Trayectoria literaria
Se inició formalmente en la escritura y la lectura mientras cursaba el bachillerato. A través de sus escritos la joven se refugiaba del bullying, fue su manera de sobrellevar la soledad. Entre sus primeras lecturas reconoce a Stefan Zweig, Rubén Darío y Pablo Neruda; sin embargo, estos no la influyeron tanto como: Paul Celan, T.S Eliot, Rafael Cadenas, Yolanda Pantin, Anne Carson, Ted Hughes y Marguerite Duras, poetas a quienes leyó a edad adulta durante su etapa universitaria y su paso por talleres literarios.
A los diecisiete años de edad, publicó su primer libro, producto de un taller literario al que ingresó en su ciudad natal, llamado Treinta soles desaparecidos (1985). Posteriormente, a la edad de diecinueve años obtuvo su primera mención honorífica con el libro De un mismo centro (1986), sobre el cual Oriette D'Angelo señala que muestra una madurez lingüística y una consistencia rítmica atípica para ser uno de sus primeros libros. Aparte de estos dos poemarios, a la edad de veinticinco años había publicado: En todos los lugares bajo todos los signos (1987), Luba (1988), A fuerza de ciudad (1990) y Trastienda (1991). Este último fue finalista en el Premio Casa de las Américas, de 1990.
Sus trece poemarios publicados entre 1986 y 2006 fueron recogidos en Verbos predadores, poesía reunida (2007). Luego publicó Postales negras (2011), Limones en almíbar (2014) y Nosotros, los salvados (2015). En 2013 apareció su novela Las horas claras, que obtuvo el XII Premio Transgenérico de la Sociedad de Amigos de la Cultura Urbana (2012) y, una vez publicada, ganó en 2013 el Premio Libro del Año de los Libreros Venezolanos, la Medalla Internacional Lucila Palacios y fue finalista en el Premio de la Crítica a la Novela del año.

## Temáticas

### Influencias judías
Tanto en su escritura periodística como en su obra de creación, toca el tema de la identidad y reivindica la herencia familiar. Entre sus libros fundamentales sobre el tema destacan: Luba (1988), Día del perdón (2011) y Nosotros los salvados (2013). Este último reúne la investigación periodística con la estructura de la lírica. La autora traduce en poemas los testimonios reunidos en Exilio a la vida, libro editado por la Unión Israelita de Caracas y, así, tiende al lector una serie de textos que muestran una versión literaria de los efectos del nazismo en todos aquellos sobrevivientes del Holocausto.
Goldberg dedica su poemario Luba a “Luba Kapuschewski, mi abuela, por lo que soy”. A lo largo del libro, por medio de versos breves, la voz lírica alude a la saga familiar, en primer lugar interpela a la figura de la abuela, sobreviviente del Holocausto, quien sufre el desarraigo como una desolación. Carmen Carrillo afirma que la indagación en los orígenes es una forma de entrar en su propia interioridad, ya que, a través de la memoria afectiva, honra a sus predecesores y se reconoce en un entorno que parece siempre ajeno.
En su obra poética prevalece un discurso melancólico, que se reinventa desde el lenguaje para, de esta manera, nombrar la angustia existencial que signa al exiliado. La memoria del destierro de los ancestros se despierta y actualiza las separaciones que han construido al yo lírico. El discurso poético carece de retótica, pues incorpora elementos coloquiales y el vocabulario del habla cotidiana.Su poesía tiende a una narración inspirada en los hechos que marcaron la vida de la poeta y, particularmente, vinculada a la herencia judía.  Las vivencias fundamentales y trágicas de este pueblo figuran en la conciencia de los sujetos líricos, al ser expuesta como materia de los textos poéticos.
Jonathan Briceño señala que el poema se presenta como conciencia de la realidad despedazada que es la vida del ser humano. Antes que reconciliación, se trata de una conciencia de la disolución,  y  como conciencia le hace frente al extrañamiento que produce el desgarramiento. Para Goldberg, los libros de poesía son: “un amasijo de crispaciones/ pedregal ojeroso de la tribu”. Antes de nombrar la sensación de otredad, la poesía es un medio para observarla, aceptarla y asumirla.

### Poética del temblor
Su libro El cuarto de los temblores (2018) es una obra íntima de carácter mixto y autobiográfico en la que la autora habla sobre su condición motriz que le hace temblar: distonía moioclónica. Con fragmentos de gran carga poética, aborda con igual fuerza la narrativa, el ensayo, la autoficción, la autobiografía, el cuaderno de notas, la crónica, dando por resultado un género aún más híbrido que pretende dar a conocer la narrativa del paciente. En esta obra el temblor es el eje principal, en sus páginas hay textos autobiográficos sobre la enfermedad, reflexiones sobre libros y temblores ajenos, crónicas, entrevistas a terceros, citas de filósofos y poetas.
La poeta afirmó que tiembla desde que tiene cuatro años de edad. Al principio creyeron que era consecuencia de complicaciones del nacimiento, finalmente concluyeron que es una condición genética. Aun así, el diagnóstico no es claro, pues no hay certezas del origen de sus temblores. Esto la hizo blanco de burlas durante la infancia, las cuales la llevaron a la escritura. La poeta indica que si no temblase, no habría escrito por vez primera.
Jason Maldonado apunta que el temblor es lo que da la razón de ser de este «poemario», pues se establece en la dicotomía entre amor y odio; se da una visión antagónica a partir de estos dos sentimientos por su condición, pues si bien es cierto que es una carga para la poeta desde su infancia, es precisamente  por ello que construyó su mundo poético: “El temblor es lo que detesto. / El temblor es lo que me argumenta.” Lo reconoce como suyo, es consciente de que la “argumenta” y, además, es lo que designa en ella su manera de firmar: “Mi firma es la identidad del temblor. Se trata de una firma / sospechosa, que criminaliza.” Lo asumen como una sentencia cuando afirma: “Si renegara del temblor, me desprendería de mí.”

## Obra

### Poesía
- Al otro lado del clima, 2022
- El libro de lo salvado, 2020
- Ich bin nicht was ich sage (No soy lo que digo), 2020
- Ruido de clavículas. (Antología), 2019
- Las bellas catástrofes, 2018
- Perfil 20, 2016.
- Nosotros, los salvados, 2015.
- Limones en almíbar, 2014.
- Postales negras, 2011.
- Día del perdón, 2011.
- Amphycles, los bogavantes”, 2011.
- Verbos predadores. Poesía reunida (1986-2006), 2007.
- El orden de las ramas, 2003.
- Una sal donde estoy de pie. Antología, 2003.
- La salud, 2002.
- Víspera, 2000.
- Carnadas, 1998.
- Insolaciones en Miami Beach, 1995.
- Trastienda, 1992.
- Máscaras de familia, 1990.
- Luba, 1988.
- En todos los lugares bajo todos los signos, 1987.
- De un mismo centro, 1986.
- Treinta soles desaparecidos, 1986.

### Narrativa y ensayo
- Ochenta días en Iowa. Cuaderno de inapetencias, 202.
- Destrucción, ten piedad, 2021.
- El cuatro de los temblores, 2018.
- Las horas claras, 2013.
- La vastedad del adiós. Historias sepultadas en un cementerio judío, 2003.
- La instalación: Tácticas y Reveces, 2002.
- Carnadas, 1998.

### Libros para niños
- Pitchipoï, 2019.
- El niño que desayuna de noche, 2016.
- Qué ves cuando te ven, 2015.
- El filósofo saltamontes, 2006.
- Benjamín caballito de mar, 2003.
- La casa sin sombrero, 2001.
- Don Beceverio, el guardián del dinero, 2000.
- Plegarias en voz baja, 1999.
- Mi bella novia voladora, 1994.
- Una señora con sombrero, 1993.

### Teatro
- Pequeña Simona. Los últimos días de Simone Weil, 2021. (Producción y dirección de Federico Pacanins. Montada en los espacios de la Asociación Cultural Humboldt en octubre de 2021, con el patrocinio de la Embajada de Francia en Caracas).
- Zamuro a Miseria, 1991. (Publicada por la Dirección de Cultura de la Universidad del Zulia y Sociedad Dramática de Maracaibo / Montada por la Sociedad Dramática de Maracaibo en 1990.

### Biografía y Testimonio
- Abraham Spiegel, 2015.
- Gonzalo Benaim Pinto. Un visionario, 2014.
- Conversaciones con Armando Scannone, 2007.
- Exilio a la vida, testimonios de sobrevivientes de la Shoá en Venezuela,  2006.
- En Idioma de jazz. Memorias provisorias de Jacques Braunstein, 2005.
- Clara Zsnajderman, la entereza de un legado, 2005.

### Libros corporativos e institucionales
- Colegio Moral y Luces Herzl-Bialik, 70 años de historia, 2016.
- Cámara de Comercio de Maracaibo. 120 años con voz propia, 2015.
- Hotel Maruma, cuarenta años, dos generaciones, un gran destino, 2013.
- Palabras para Venezuela / Banesco, 2012.

### Colaboraciones en libros
- Nuevo país de la danza. (Antonio López Ortega, compilador). Banesco / Fundación Artesano Group. Caracas, 2021.
- Semillas a la deriva. La infancia y adolescencia de un país desvastado. Cecodap y La vida de nos. Caracas, 2019.
- Nuevo país de la fotografía. (Antonio López Ortega, compilador). Banesco / Fundación Artesano Group. Caracas, 2019.[16]
- Nuevo país de las letras. (Antonio López Ortega, compilador). Banesco / Fundación Artesano Group. Caracas, 2016.[17]
- Nuevo país musical. (Antonio López Ortega, compilador). Banesco / Fundación Artesano Group. Caracas, 2015.
- Diccionario de cultura judía en Venezuela. (En coautoría con Abrham Levy). Centro de Estudios Sefardíes de Caracas, 2014.
- 102 Poetas en Jamminig. (Goldberg, Jacqueline; Kariakin, Kira; Ramírez Georgina; Vall de la Ville, Keila). Oscar Todtman Editores. Caracas, 2014.
- Aproximación al canon de la poesía venezolana. (Joaquín Marta Sosa, compilador). Editorial Equinoccio. Caracas, 2013.
- Gente que hace escuela. Distrito Capital. (Antonio López Ortega, compilador). Banesco / Fundación Artesano Group. Caracas, 2013.
- Gente que hace escuela. (Antonio López Ortega, compilador). Banesco / Fundación Artesano Group. Caracas, 2012.
- Carne y hueso. Exceso en 24 semblanzas. (Prólogo y selección de Ben Amí Fihman). Fundación para la Cultura Urbana. Caracas, 2003.
- Empresas de vida. (Prólogo, selección, edición y epílogo de Federico Pacanins y Karl Krispin). Econoinvest. Caracas, 2002.

### Presencia en antologías poéticas y críticas / traducciones
- Cajita de fósforos. Antología de poesía no rimada. Ekaré Europa. 2020 (Bologna Ragazzi Award 2021, Premio Banco del LIbro 2021).
- La puerta que no quise abrir. Antología. Panamericana Editorial. Bogotá, 2020.
- Rasgos comunes. Antología de la poesía venezolana del siglo XX. Compiladores: Antonio López Ortega, Miguel Gomes y Gina Saraceni. Editorial Pre-Textos. Madrid, 2019.
- Todas las mujeres (fulanas y menganas). CAAW Ediciones y Funcionarte Books. Miami, 2018.
- The Other Tiger: Recent Poetry from Latin America. Selección y traducción de Richard Gwyn. Seren Bokks, 2017. Walles, UK, 2016.
- Mezzogiorno in Venezuela. 12 Poeti contemporanei / Mediodía en Venezuela. 12 poetas contemporáneos. Edición bilingüe. Selección crítica: Diómedes Cordero. Traducción: Silvio Mignano. Robin-Biblioteca del Vascello. Turín/Roma, 2017.
- Cantos de fortaleza. Antología de poetas venezolanas. Kalathos Editorial. Madrid, 2016.
- Mezzogiorno in Venezuela. 12 Poeti contemporanei / Mediodía en Venezuela. 12 poetas contemporáneos. Edición bilingüe. Selección crítica: Diómedes Cordero. Traducción: Silvio Mignano. El Estilete. Caracas, 2016.
- Poesia Língua Franca de autores hispano-americanos. Malha Fina Cartonera. Universidad de Sao Paulo, Brasil, 2016.
- Dos orillas y un océano: 25 autores iberoamericanos de poesía para niños y jóvenes (Coordinadores: Sergio Andricaín y Pedro C. Cerrillo).  Ediciones de la Universidad de Castilla-La Mancha. España, 2015.
- Fervor de Caracas (Selección de Ana Teresa Torres). Fundavag Ediciones. Caracas, 2015.
- 100 mujeres contra la violencia de género. Compilación: Violeta Rojo, Kira Kariakin y Virginia Riquelme). Fundavag Ediciones. Caracas, 2015.
- La aventura de la palabra (Sergio Andricaín). Fundación SM y Fundación Cuatrogatos. Miami, 2014.
- Saraceni, Gina. "El oído indócil (Estados de escucha en la poesía venezolana contemporánea)", en Foro Hispánico: Revista Hispánica de Flandes y Holanda, Año 2013, N.º. 47, dedicada  a El tránsito vacilante: Miradas sobre la cultura contemporánea venezolana. Editoras Patricia Valladares-Ruiz y Leonora Simonovis. Rodopi. Amsterdam-New York, 2013.
- Simonovis, Leonora. "Entre papel y pantalla", en Foro Hispánico: Revista Hispánica de Flandes y Holanda, N.º. 47, dedicada a El tránsito vacilante: Miradas sobre la cultura contemporánea venezolana. Editoras Patricia Valladares-Ruiz y Leonora Simonovis. Rodopi. Ámsterdam-New York, 2013.
- Stephen Cushman, Clare Cavanagh, Jahan Ramazani, Paul Rouzer. The Princeton Encyclopedia of Poetry and Poetics: Fourth Edition. Princeton University Press, 2012.
- Exilios. Compilación: María Gasparini Lagrange. Sociedad de Amigos para la Cultura Urbana. Caracas, 2012.
- Las palabras necesarias. Antologador: Arturo Gutiérrez Plaza. LOM Editorial. Chile, 2010.
- Encyclopedia of the Jewish Diaspora: Origins, Experiences, and Culture. Editor: Mark Avrum Ehrlich. ABC-CLIO, 2009
- Cuerpo Plural, Antología de la poesía Hispanoamericana Contemporánea.  Antologador: Gustavo Guerrero. Ediciones Pre-Texto. Madrid, 2010.
- En-obra. Antologador: Gina Saraceni. Editorial Equinoccio, Universidad Simón Bolívar, Caracas, 2008.
- El Tiempo y las Palabras. Antología trilingüe (español, inglés, portugués). Coompilador: Stven Sadow. Instituto de Escritores Latinoamericanos, división de la Oficina de Asuntos Académicos de Hostos Community College de CUNY. 2007.
- El hilo de la voz. Antología crítica de escritoras venezolanas del siglo XX. Compiladoras: Ana Teresa Torres y Yolada Pantin. Fundación Polar. Caracas, 2003.
- Navegación de tres siglos. Compilador: Joaquín Marta Sosa. Fundación Cultura Urbana, Caracas, 2003.
- El coro de las voces solitarias. Una historia de la poesía venezolana. Antologador: Rafael Arraiz Lucca. Editorial Sentido. Caracas, Venezuela, 2002.
- Las palabras de Miriam. Antologadora: Marjorie Agosin. Ediciones Torremozas. Madrid, 1999.
- Miriam´s Daughters. Jewish Latin American Women Poets. Editora: Marjorie Agosin. Sherman Asher Publishing. Nuevo México. Estados Unidos, 2001.
- El Gran libro de América judía: Voces y visiones para el milenio. Compilador: Isaac Goldemberg. Universidad de Puerto Rico, 1998.
- Passion, Memory and Identity: 20th Century Latin American Jewish Woman Writers. Editora: Marjorie Agosin. University of New Mexico Press. Nuevo México, 1998.
- Antología de la Poesía Latinoamericana del Siglo XXI. Antologador: Julio Ortega.Siglo XXI Editores. Ciudad de México, 1998.
- Poesía en el Espejo. Estudio y antología de la nueva lírica femenina venezolana (1970-1994). Compilación y estudio: Julio Miranda. Fundarte. Caracas, 1995.

## Libros de poesía en línea
- El  libro de lo salvado, 2020
- Perfil 20. 2016
- Postales negras. 2016
- Nosotros, los salvados, 2014

## Premios y distinciones
- Mención Especial: Propuesta Editorial (categoría libros infantiles) del Premio Los Mejores Libros 2020, que otorga el Banco del Libro en Venezuela, por el libro infantil Pitchipoï, editado en Medellín por Tragaluz Editores.
- Premio Fundación Cuatro Gatos 2020 (Miami, Estados Unidos), por el libro infantil Pitchipoï.
- Premio Tenedor de Oro a la Publicación Gastronómica 2015 Mención Especial de Jurado, que otorga la Academia Venezolana de Gastronomía, por el poemario Limones en almíbar.[18]
- XII Premio Anual Transgenérico (2012) por la novela Las horas claras.
- Premio Libro del Año de los Libreros Venezolanos 2013 por la novela Las horas claras.
- Medalla Internacional de Narrativa Lucila Palacios (2014) por la novela Las horas claras.
- Finalista en el Premio de la Crítica a la Novela del año 2013 por la novela Las horas claras.
- Premio Regional de Literatura Jesús Enrique Lossada. Otorgado en su única clase por la Secretaría de Cultura de la Gobernación del Estado Zulia (Maracaibo, 2008).
- Premio Caupolicán Ovalles de Poesía de la Bienal Mariano Picón Salas por el poemario La salud (Universidad de Los Andes. Mérida, 2001).
- Premio de Ensayo de la Bienal de Crítica y Ensayo Roberto Guevara por el libro La instalación, tácticas y reveses (Ateneo de Valencia, 2001).
- Primer premio como editora en la categoría Excelencia Editorial por el libro Para Tía Luba, de Iseris Rimeris (Centro Nacional del Libro. Caracas, 2000).
- Mención de honor en la Bienal Literaria Miguel Ramón Utrera por el libro de narrativa Carnadas (Maracay, 1998).
- El libro infantil Una señora con sombrero fue incluido en 1994 entre Los 10 mejores, premio que otorga el Banco del Libro de Venezuela a los mejores libros infantiles en lengua castellana.
- Premio Nacional de Literatura Infantil Miguel Vicente Pata Caliente por el libro Mi bella novia voladora (Dirección de Literatura del Consejo Nacional de la Cultura y Fundación Barinas, Venezuela, 1993).
- Finalista en el Concurso "Casa de las Américas". Mención Poesía por el libro Trastienda (La Habana, Cuba, 1990).
- Mención Publicación en el Concurso Literario Anual de Fundarte con el poemario A fuerza de ciudad (Caracas, 1987).
- Mención de Honor en el Concurso de Poesía de la Casa de Cultura de Maracay por el libro Luba (Maracay, 1987).
- 1.er Premio de Cuento en el Concurso Literario del Vicerrectorado Académico de la Universidad del Zulia (Maracaibo, 1986).
- 2.º Premio de Poesía con el libro En Todos los lugares, bajo todos los signos en el Concurso del Vicerrectorado Académico de la Universidad del Zulia (Maracaibo, 1986).
- Mención de Honor en el Concurso Literario "Año Internacional de la Juventud". con el libro de poesía De un Mismo centro (Vicerrectorado Académico de la Universidad del Zulia, Maracaibo, 1985).